# Крэнем, Кеннет
Ке́ннет Крэ́нем (англ. Kenneth Cranham; род. 12 декабря 1944, Данфермлин, Файф, Шотландия, Великобритания) — британский актёр кино, телевидения, радио и театра.

## Актёрская карьера
Крэнем тренировался в Национальном молодёжном театре Великобритании и RADA. Он снялся в главной роли в популярной комедийной драме 1980-х «Блеск Харви Муна». Он также появился в «Слоёном торте», «Гангстер № 1», «Рим», «Оливер!» и многих других фильмах. Он возможно наиболее известен фанатам жанра ужасов как ненормальный доктор Филип Ченнард и его сенобитское альтер эго в фильме «Восставший из ада 2».

## Личная жизнь
Крэнем родился Данфермлине, Файфе, Шотландии, в семье Маргарет Маккей Крэнем (дев. Фергюсон) и Рональда Крэнема, английского государственного служащего. Его первой женой была актриса Дайана Квик. У него две дочери: Нэнси Крэнем, от актрисы Шарлотты Корнвелл, и Кэтлин Крэнем от его второй жены, Фионы Виктори.

## Фильмография
- 1968 — Оливер! / Oliver! — Ной Клейпул
- 1972 — Брат Солнце, сестра Луна / Brother Sun, Sister Moon — Паоло
- 1976 — Робин и Мэриан / Robin and Marian — ученик Джека
- 1983 — Рейли: Король шпионов — Ленин
- 1988 — «Похищенный рай»[англ.] / Stealing Heaven — Сугерий
- 1988 — Восставший из ада 2 / Hellbound: Hellraiser II — Филипп Ченнард
- 1991 — Книги Просперо / Prospero’s Books — Себастьян
- 1997 — Боксёр / The Boxer — Мэтт Магуайр
- 2000 — Кевин и Перри уделывают всех / Kevin & Perry Go Large — Викар
- 2000 — Гангстер № 1 / Gangster No. 1 — Томми
- 2004 — Травма / Trauma — констебль Джексон
- 2004 — Слоёный торт / Layer Cake — Джимми Прайс
- 2005 — Хороший год / A Good Year — сэр Найджел
- 2006 — Доктор Мартин — Терри
- 2006 — Линия красоты — сэр Моррис Типпер
- 2007 — Типа крутые легавые / Hot Fuzz — Джеймс Рипер
- 2008 — Операция «Валькирия» / Valkyrie — фельдмаршал Вильгельм Кейтель
- 2008 — Тэсс из рода д’Эрбервиллей — мистер Клэр
- 2010 — Сделано в Дагенхэме / Made in Dagenham — Монти Тейлор
- 2011 — 5 дней в августе — Майкл Стилтон
- 2013 — На грани сомнения / Suspension of Disbelief — Буллок
- 2014 — Геракл: Начало легенды / The Legend of Hercules — Луций
- 2014 — Малефисента / Maleficent — король Генри
- 2016 — Война и мир — дядя Михаил
- 2017 — Кинозвёзды не умирают в Ливерпуле — Джой Тёрнер
- 2017 — Белая принцесса — епископ Джон Мортон
- 2019 — Гарет Джонс — Дэвид Ллойд Джордж
- 2019 — Опасные секреты — судья Хиам

## Телевидение
- 1998 — Наш общий друг — Сайлас Вегг
- Виртуозы / Hustle
- Линия красоты / The Line of Beauty
- Рим / Rome — Гней Помпей Великий (1 сезон)
- Дэлзил и Пэскоу / Dalziel and Pascoe
- Не апельсинами едиными… / Oranges Are Not the Only Fruit
- Мерлин / Merlin
- Во плоти / In the Flesh
- Война и мир / War and Peace